# Olivier Girault
Olivier Girault (født 22. februar 1973 i Pointe-a-Pitre, Guadeloupe) er en fransk håndboldspiller, der til dagligt for ligaklubben Paris HB i sit hjemland. som han skiftede til i 2003. Han har spillet for klubben siden 1999 hvor han kom til fran den spanske ligaklub Bidasna Irún.

## Landshold
Girault har i mere end 10 år været en fast del af franske landshold, som han debuterede for i 1997. Her har han spillet mere end 200 kampe og var blandt andet på holdet der blev verdensmestre i 2001 og europamestre i 2006. I 2008 blev han desuden olympisk mester i Beijing.